# Грачёв, Иван Николаевич
Иван Николаевич Грачёв (1903—1943) — сержант Рабоче-крестьянской Красной армии, участник Великой Отечественной войны, Герой Советского Союза (1943).

## Биография
Иван Грачёв родился в 1903 году в деревне Верхнеугличино (ныне — Кармаскалинский район Башкортостана) в семье крестьянина. Окончил курсы руководящих работников сельского хозяйства, заведовал свинофермой в совхозе «Карламан» в том же районе, затем был заместителем директора совхоза имени 8 марта в Ермекеевском районе Башкирской АССР. В июле 1941 года Грачёв был призван на службу в Рабоче-крестьянскую Красную Армию. С сентября того же года — на фронтах Великой Отечественной войны. В 1942 году получил тяжёлое ранение. К сентябрю 1943 года сержант Иван Грачёв командовал отделением 78-го стрелкового полка 74-й стрелковой дивизии 13-й армии Центрального фронта. Отличился во время битвы за Днепр.
23 сентября 1943 года Грачёв первым в своём батальоне переправился через Днепр в районе посёлка Комарин Брагинского района Гомельской области Белорусской ССР и, приблизившись к противнику на расстояние 50 метров, разведал его оборону и передал командованию ценные данные, что способствовало успешному форсированию Днепра. В боях на плацдарме Грачёв увлекал бойцов за собой, лично уничтожил 2 вражеские пулемётные точки. В одном из боёв он получил тяжёлое ранение и был отправлен в госпиталь.
Указом Президиума Верховного Совета СССР от 16 октября 1943 года за «образцовое выполнение боевых заданий командования и проявленные мужество и героизм в боях с немецкими захватчиками» сержант Иван Грачёв был удостоен высокого звания Героя Советского Союза.
Умер в госпитале 20 октября 1943 года, похоронен в братской могиле в селе Ковпыта Черниговского района Черниговской области Украины.
Был также награждён орденом Ленина.
В честь Грачёва названа улица в селе Ковпыта. Его бюст установлен в селе Ермекеево.